# Диамер (округ)
Диамер (англ. Diamer District) — один из 7 округов пакистанской территории Гилгит-Балтистан.

## Географическое положение
Через округ проходит Каракорумское шоссе, связывающее Гилгит-Балтистан с Хайбер-Пахтунхвой. Столица округа — Чилас. Диамер граничит с Астором на востоке, Хайбер-Пахтунхвой на юге, округом Гхизер на северо-западе и округом Гилгит на севере.